# Gare de Colombier
Ne doit pas être confondu avec Gare de Colombiers ou Gare de Colombier-Fontaine.
La gare de Colombier est une gare ferroviaire française (non exploitée) de la ligne de Paris-Est à Mulhouse-Ville, située sur le territoire de la commune de Colombier, dans le département de la Haute-Saône, en région Bourgogne-Franche-Comté.
Elle est mise en service en 1858, par la Compagnie des chemins de fer de l'Est, et fermée par la Société nationale des chemins de fer français (SNCF), à la fin du XXe siècle. C'est une gare « non exploitée ».

## Situation ferroviaire
Établie à 250 m d'altitude, la gare fermée de Colombier est située au point kilométrique (PK) 388,211 de la ligne de Paris-Est à Mulhouse-Ville, entre les gares de Vesoul (en service) et de Creveney - Saulx (fermée).

## Histoire

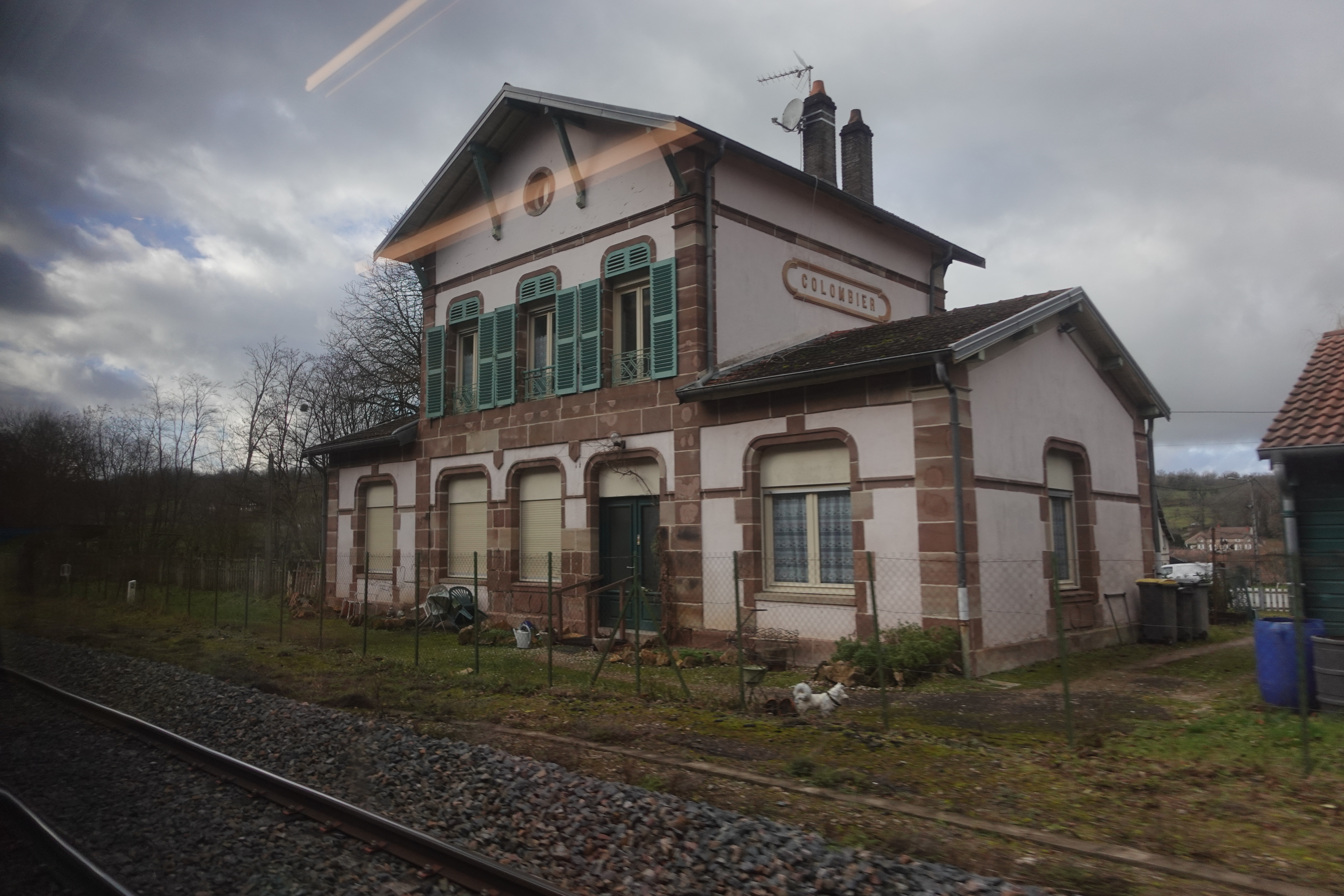
Bâtiment voyageurs vu depuis un train Belfort-Paris.

La « station de Colombier » est mise en service le 26 avril 1858 par la Compagnie des chemins de fer de l'Est, lorsqu'elle ouvre à l'exploitation la section de Vesoul à Belfort qui permet la mise en service de la totalité de sa ligne de Paris à Mulhouse. Les installations de la gare sont opérationnelles le jour de l'ouverture.
En 1962, la gare, gérée par la SNCF région Est, comporte une voie de service près du bâtiment voyageurs.
En 2008, l'ancien bâtiment voyageurs, l'ancienne halle à marchandises et l'abri du quai opposé, sont toujours présents.
Au 2 janvier 2012, il s'agit d'une gare « non exploitée » du réseau ferré national.

## Service des voyageurs
Gare fermée. Un service de Taxi TER Franche-Comté est en service sur la commune.